# Günter Krämer (Mediziner)

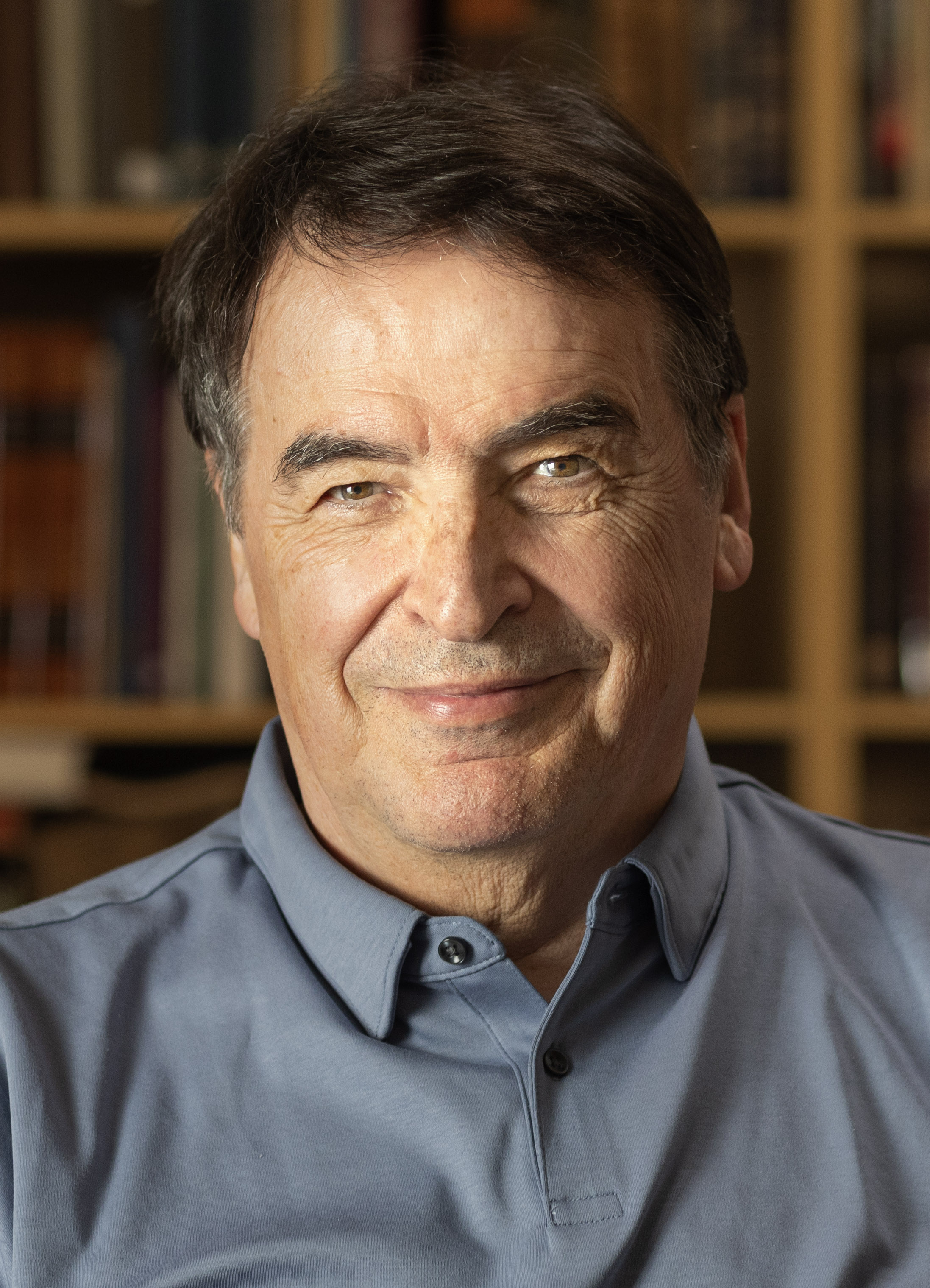
Günter Krämer (2022)

Günter Krämer (* 7. Januar 1952 in Winterscheid/Eifel) ist ein in der Schweiz tätiger deutscher Neurologe und Epileptologe.

## Leben und Wirken
Nach dem Studium der Psychologie (bis zum Vordiplom) und Humanmedizin an der Johannes Gutenberg-Universität sowie Facharztweiterbildung an der Neurologischen Universitätsklinik Mainz (bei Hanns Christian Hopf) war Krämer bis 1994 Oberarzt an der Neurologischen Klinik der Johannes Gutenberg-Universität in Mainz. Schon als Assistent interessierte er sich u. a. besonders für Epilepsie, baute mit seinem Kollegen Roland Besser eine Epilepsieambulanz auf und begann mit wissenschaftlichen Untersuchungen.
Von 1994 bis 2013 war Krämer Chefarzt und Medizinischer Direktor des Schweizerischen Epilepsie-Zentrums in Zürich/Schweiz. Seitdem ist er in Teilzeit im Neurozentrum Bellevue in Zürich/Schweiz tätig.
Von 2001 bis 2016 war Krämer Präsident der Schweizerischen Liga gegen Epilepsie. In dieser Zeit hat er gemeinsam mit den Fachgesellschaften der Nachbarländer (Deutsche Gesellschaft für Epileptologie und Österreichische Gesellschaft für Epileptologie) u. a. 2001 in Zürich, 2007 in Basel und 2013 in Interlaken drei gemeinsame Jahrestagungen (Dreiländertagungen) organisiert und geleitet.
Von 2009 bis 2013 war er Mitglied der Therapiekommission und von 2013 bis 2021 wurde er in die Educational Commission der ILAE berufen. Er ist nach wie vor Mitglied verschiedener Kommissionen der ILAE sowie der Deutsche Gesellschaft für Epileptologie und der Schweizerischen Liga gegen Epilepsie.
Seit 2021 ist er in Teilzeit als Medical Advisor für das Medizintechnik-Start-up-Unternehmen Precisis in Heidelberg tätig.
Seit 1974 ist Krämer mit Doris Krämer-Christmann (geborene Christmann; * 1952) verheiratet. Ihre beiden Kinder Judith und Dirk wurden 1977 bzw. 1980 geboren.
Krämer hat zwei ältere Brüder, der älteste ist der Statistiker und Ökonom Walter Krämer.

## Werk
Nach seinem Wechsel in die Schweiz hat Krämer die Schweizerische Epilepsie-Klinik zu einem nationalen und internationalen Referenzzentrum entwickelt. 2001 erfolgte die Umbenennung in Schweizerisches Epilepsie-Zentrum. Nach der Emeritierung von Heinz Gregor Wieser (Leitender Arzt in der Neurologie des Universitätsspital Zürich [USZ]) 2008 beinhaltete dies auch die nichtinvasive und invasive prächirurgische Diagnostik. Dies setzte eine enge Kooperation nicht nur mit der Neurochirurgie, sondern auch der Neuroradiologie und Neurologie des USZ voraus. Während seiner Zeit als Medizinischer Direktor verfünffachte sich die Zahl der stationären Abklärungen bei paralleler drastischer Verkürzung der Aufenthaltsdauer.
Krämer ist (Ko-)Autor zahlreicher Artikel in nationalen und internationalen Fachzeitschriften und von Buchbeiträgen. Neben zahlreichen Fachveröffentlichungen, unter anderem dem Lexikon der Epileptologie, ist Krämer Autor zahlreicher Patientenratgeber insbesondere zum Thema Epilepsie. Außerdem ist er Mitherausgeber von Fachzeitschriften wie Aktuelle Neurologie, Neurology International Open und Epileptologie der Schweizerischen Epilepsie-Liga.

## Bücher

### Alleiniger Autor
- Tetrazepam: Zum klinisch-neurophysiologischen Profil eines Benzodiazepins. Effekte auf EEG, Blinkreflexe, Nervenleitung und Muskelkontraktion bei gesunden Probanden. Georg Thieme Verlag, Stuttgart / New York 1988, ISBN 3-13-720401-1.
- Dem Schlaganfall vorbeugen. Wie Durchblutungsstörungen des Gehirns entstehen –Warnsignale erkennen und Risikofaktoren abbauen. 2. Auflage. TRIAS/Thieme-Verlag, Stuttgart 1997, ISBN 3-89373-366-3.
- Alzheimer Kranke betreuen. Das Wichtigste über Umgang und Pflege – Wie Angehörige mit der Situation besser zurechtkommen – Mit vielen praktischen Tipps für den Alltag. 2. Auflage. TRIAS/Thieme-Verlag, Stuttgart 2001, ISBN 3-89373-599-2.
- Epilepsie von A-Z. Medizinische Fachwörter verstehen. 4. Auflage. TRIAS Verlag in Medizinverlage, Stuttgart 2005, ISBN 3-8304-3229-1.
- Alzheimer von A bis Z. Medizinische Fachwörter verstehen. TRIAS/Thieme-Verlag, Stuttgart 1996, ISBN 3-89373-352-3.
- Wörterbuch Multiple Sklerose. Medizinische Fachbegriffe verständlich erklärt. 5. Auflage. TRIAS in Medizinverlage Stuttgart, Stuttgart 2012, ISBN 978-3-8304-6771-7.
- Schlaganfall von A bis Z. Medizinische Fachwörter verstehen. TRIAS/Thieme-Verlag, Stuttgart 1997, ISBN 3-89373-378-7.
- Interaktionsmatrix Antiepileptika. Wechselwirkungen komprimiert. Mediamed Verlag und Kommunikationsgesellschaft, Ravensburg 1997.
- Akute neurologische Notfälle. Demeter Verlag im Spitta Verlag, Balingen 1997, ISBN 3-932753-43-7.
- Schlaganfall: Was Sie jetzt wissen sollten. Ursachen, Erscheinungsformen und Folgen – Untersuchungs- und Behandlungsmöglichkeiten – Mit Ratschlägen zur Lebensführung und Betreuung. TRIAS/Thieme-Verlag, Stuttgart 1998, ISBN 3-89373-365-5.
- Epilepsien im höheren Lebensalter. Klinik und Besonderheiten der Pharmakotherapie. Georg Thieme Verlag, Stuttgart / New York 1998, ISBN 3-13-104881-6.
- Epilepsie. Die Krankheit erkennen, verstehen und gut damit leben. 4. Auflage. TRIAS Verlag in Medizinverlage Stuttgart, Stuttgart 2013, ISBN 978-3-8304-6716-8.
- Diagnose Epilepsie. Kurz & bündig: Wie Sie die Krankheit verstehen, die besten Therapien für sich nutzen und Ihren Alltag optimieren. 2. Auflage. TRIAS Verlag in MVS Medizinverlage Stuttgart, Stuttgart 2012, ISBN 978-3-8304-6695-6.
- Kleines Lexikon der Epileptologie. Georg Thieme Verlag, Stuttgart / New York 2005, ISBN 3-13-133831-8.
- Der erste epileptische Anfall. Was steckt dahinter? Welche Untersuchungen sind sinnvoll? Wie geht es weiter? TRIAS Verlag in MVS Medizinverlage Stuttgart, Stuttgart 2006, ISBN 3-8304-3330-1.
- Antiepileptika-Interaktionen 2012/2013. Tabellarische Übersichten. 5., aktualisierte und erweiterte Auflage. Hippocampus Verlag, Bad Honnef 2012, ISBN 978-3-936817-88-1.
- Epilepsie: Abkürzungen 2012/2013. 5., aktualisierte Auflage. Hippocampus Verlag, Bad Honnef 2012, ISBN 978-3-936817-83-6.
- Epilepsie: Adressen 2011/2012. 3., erheblich erweiterte Auflage. Hippocampus Verlag, Bad Honnef 2011, ISBN 978-3-936817-62-1.
- Antiepileptika – auf einen Blick. Ligatur-Verlag für Klinik und Praxis, Stuttgart 2008, ISBN 978-3-940407-02-3.
- Epilepsiesyndrome – auf einen Blick. Ligatur Verlag für Klinik und Praxis, Stuttgart 2008, ISBN 978-3-940407-08-5.
- Altersepilepsien – Therapie in der Praxis. Ligatur Verlag, Stuttgart 2008, ISBN 978-3-940407-05-4.
- Valproate. A Standard Drug with a Broad Spectrum of Indications. Ligatur Verlag, Stuttgart 2010, ISBN 978-3-940407-21-4.
- Lexikon der Epileptologie. Hippocampus Verlag, Bad Honnef 2012, ISBN 978-3-936817-86-7.

### Mitautor
- mit R. Besser: Multiple Sklerose. Antworten auf die 111 wichtigsten Fragen. Expertenwissen verständlich gemacht: Hilfen für einen sicheren Umgang mit der Erkrankung. 6. Auflage. TRIAS Verlag in MVS Medizinverlage Stuttgart, Stuttgart 2006, ISBN 3-8304-3333-6.
- mit H. Förstl: Alzheimer und andere Demenzformen. Antworten auf die häufigsten Fragen. 5. Auflage. TRIAS Verlag in Medizinverlage Stuttgart, Stuttgart 2008, ISBN 978-3-8304-3444-3.
- mit W. Hacke, M. Hennerici und H. Gelmers: Cerebral Ischemia. Springer Verlag, Berlin / Heidelberg / New York / London / Paris / Tokyo / Hong Kong / Barcelona 1991, ISBN 3-540-52341-3.
- mit J. Tomaschoff: IRRE(N)ÄRZTE. Georg Thieme Verlag, Stuttgart / New York 1996, ISBN 3-13-106441-2.
- mit J. Tomaschoff: Biofreaks & Pillenfresser. Georg Thieme Verlag, Stuttgart / New York 1996, ISBN 3-13-108331-X.
- mit J. Tomaschoff: Alternde Jugend & jugendliches Alter. Georg Thieme Verlag, Stuttgart / New York 1997, ISBN 3-13-110171-7.
- mit J. Tomaschoff: Doc & Dollar. Georg Thieme Verlag, Stuttgart / New York 1997, ISBN 3-13-104691-0.
- mit J. Tomaschoff: Streß laß nach! Georg Thieme Verlag, Stuttgart// New York 1998, ISBN 3-13-104941-3.
- mit K.-E. Merki: Rückwärts! Und alles vergessen. Anna und Otto Nauer: Mit Alzheimer leben. Haffmans Sachbuch Verlag, Zürich 1998, ISBN 3-251-40002-9.
- mit R. Appleton: Epilepsie. Ein illustriertes Wörterbuch für Kinder und Jugendliche und ihre Eltern. 4., überarbeitete und erheblich erweiterte Auflage. Hippocampus Verlag, Bad Honnef 2011, ISBN 978-3-936817-71-3.
- mit K.-E. Merki: Gefährliche Ordnung. Diagnose: Epilepsie. Rüffer & Rub Sachbuchverlag, Zürich 2002, ISBN 3-907625-06-4.
- mit S. Heinzl: Lacosamid (essenziell). 2., aktualisierte und erweiterte Auflage. Ligatur Verlag, Stuttgart 2010, ISBN 978-3-940407-30-6.
- mit A. Zeipelt: Epilepsie – 100 Fragen, die Sie nie zu stellen wagten. Hippocampus Verlag, Bad Honnef 2011, ISBN 978-3-936817-68-3.
- mit R. Thorbecke, T. Porschen: Epilepsie und Führerschein. Gesetzliche Bestimmungen; Aktuelle Begutachtungs-Leitlinien und Hinweise zur Anwendung; Aufgaben, Pflichten und Rechte von Ärzten; Pflichten und Rechte von Patienten; Mobilitätshilfen bei fehlender Fahreignung und Tipps für den Alltag. Hippocampus Verlag, Bad Honnef 2011, ISBN 978-3-936817-73-7.

### Herausgeber oder Mitherausgeber
- Farbatlanten der Medizin. Band 5: Nervensystem I: Neuroanatomie und -physiologie. (von F.Netter). Georg Thieme Verlag, Stuttgart / New York 1987, ISBN 3-13-524401-6.
- Farbatlanten der Medizin. Band 6: Nervensystem II: Klinische Neurologie. (von F.Netter). Georg Thieme Verlag, Stuttgart / New York 1989, ISBN 3-13-524501-2.
- mit H. C. Hopf: Carbamazepin in der Neurologie. Georg Thieme Verlag, Stuttgart / New York 1987, ISBN 3-13-714101-X.
- mit H. C. Hopf, K. Sandhoff und H. Wiegandt: Ganglioside. Biologie, Biochemie, Pharmakologie und klinische Anwendung. Georg Thieme Verlag, Stuttgart / New York 1988, ISBN 3-13-725301-2.
- mit J. Walden: Valproinsäure. Pharmakologie – Klinischer Einsatz – Nebenwirkungen und Therapierichtlinien. 2. Auflage. Springer Verlag, Berlin / Heidelberg / New York / Barcelona / Hong Kong / London / Mailand / Paris / Tokio 2002, ISBN 3-540-66602-8.
- mit D. Schmidt: Vigabatrin. Pharmakologie – Wirksamkeit – Verträglichkeit. Springer Verlag, Berlin / Heidelberg / New York / London / Paris / Tokio / Hong Kong / Barcelona / Budapest 1994, ISBN 3-540-54865-3.
- mit R. A. Sälke-Kellermann: Das Lennox-Gastaut-Syndrom. (= Epilepsie-Berichte. 5). Blackwell Wissenschaftsverlag, Berlin/Wien 1998, ISBN 3-89412-341-9.
- mit H. Stefan und B. Mamoli: Challenge Epilepsy – New antiepileptic Drugs. Blackwell Science / Blackwell Wissenschaftsverlag, Berlin/Wien 1998, ISBN 3-89412-385-0.
- mit K. Karbowski: S. A. Tissot: Abhandlung von der Epilepsie oder fallenden Sucht. 1771. (Neuausgabe der ersten deutschen Übersetzung. Arts & Boeve, Nijmegen in Zusammenarbeit mit der Schweizerischen Epilepsie-Klinik Zürich, 1999, ISBN 90-75341-18-0) (französisches Original:„Traité der Lepilepsie“ von 1770)
- mit N. Arts: W. R. Gowers: Das Grenzgebiet der Epilepsie. Neuausgabe der deutschen Übersetzung von  Arts & Boeve in Zusammenarbeit mit der Schweizerischen Epilepsie-Klinik, Nijmegen 2000, ISBN 90-75341-25-3.
- mit W. Fröscher und G. Bauer: Epilepsie-Therapie. Nebenwirkungen – Neue Antiepileptika – Verlaufsaspekte nach Epilepsie-Operationen. Hippocampus Verlag, Bad Honnef 2000, ISBN 3-9806107-1-3.
- mit N. Arts und C. Jagella: John Hughlings Jackson: Eine Studie über Krämpfe. (= A Study of Convulsions). Neuausgabe von  Arts & Boeve in Zusammenarbeit mit dem Schweizerischen Epilepsie-Zentrum, Nijmegen 2001, ISBN 90-75341-29-6.
- mit H.-G. Wieser: Epilepsie-Bericht Schweiz 2002. Hippocampus Verlag, Bad Honnef 2002, ISBN 3-9806107-9-9.
- C. F. Paullini: Heilsame Dreck-Apotheke. Neuausgabe (inklusive Vorwort und Einführung zum Autor, seiner Zeit und seinem Werk) Arts & Boeve in Zusammenarbeit mit dem Schweizerischen Epilepsie-Zentrum, Arnhem 2011, ISBN 978-90-75341-32-4.

## Auszeichnungen
2003 wurde Krämer der Ambassador for Epilepsy Award der Internationalen Liga gegen Epilepsie (International League Against Epilepsy; ILAE) verliehen.